# Toshihiro Hasegawa
Toshihiro Hasegawa –en japonés: 長谷川敏裕, Hasegawa Toshihiro– (Tokio, 24 de agosto de 1996) es un deportista japonés que compite en lucha libre.
Ganó una medalla de bronce en el Campeonato Mundial de Lucha de 2021 y una medalla de bronce en el Campeonato Asiático de Lucha de 2018.

## Palmarés internacional
| Campeonato Mundial  | Campeonato Mundial  | Campeonato Mundial | Campeonato Mundial |
| Año                 | Lugar               | Medalla            | Categoría          |
| ------------------- | ------------------- | ------------------ | ------------------ |
| 2021                | Oslo (Noruega)      | Medalla de bronce  | 61 kg              |
| Campeonato Asiático |                     |                    |                    |
| Año                 | Lugar               | Medalla            | Categoría          |
| 2018                | Biskek (Kirguistán) | Medalla de bronce  | 57 kg              |